# Liste deutschsprachiger Hörbuchverlage
Die folgende Tabelle enthält deutschsprachige Hörbuchverlage.
Erloschene Verlage sind mit † markiert.
| Name                                                | Verlagsort                                        | Web                                       | Schwerpunkte |
| --------------------------------------------------- | ------------------------------------------------- | ----------------------------------------- | --- |
| Action Verlag                                       | Essen                                             | action-verlag.net                         | Belletristik, Thriller, Krimi, Fantasy, Science Fiction, Horror |
| Amor Verlag                                         | Leipzig                                           | amorverlag.de                             | Kinder- und Jugendhörbuch, Hörspiel, Bildung, Märchen, Klassiker, Opern |
| Argon Verlag                                        | Berlin                                            | argon-verlag.de                           | Belletristik, Kinder- und Jugendhörbuch, Spannung, Klassiker, Sachhörbuch, Hörspiel |
| ABOD Verlag                                         | München                                           | abod.de                                   | Belletristik, Kinder- und Jugendhörbuch, Spannung, Sachhörbuch, Hörspiel |
| AS-AudioWissen                                      | Fürth                                             | as-audiowissen.de                         | Hochschulvorlesungen, Klassiker, Literatur, Lehr-Hörbücher, Aus- und Weiterbildung, Sachhörbücher, Philosophie und Religion, Psychologie, Reise und Kultur, Abenteuer und Entdeckungsreisen, |
| Audio-To-Go                                         | Headford                                          | audio-to-go.de                            | Krimis & Thriller, allgemeine Belletristik, Romance, Fantasy, Sachhörbücher, Humor |
| Audiobuch                                           | Freiburg                                          | audiobuch.com                             | Krimi & Thriller, moderne Weltliteratur, Klassiker, Lyrik, Sachhörbücher, Humor, Geschenkhörbücher, Audiobuch-Adventskalender                                                                |
| Audiolino                                           | Hamburg                                           | audiolino.de                              | Kinder- und Jugendhörbuch |
| audio media                                         | München                                           | audiomedia.de                             | Bildung und Wissen (CD Wissen), Ratgeber, Kinder- und Jugendhörbuch, Belletristik, ADAC motorwelt Hörbuch-Editionen                                                                          |
| Auditorium-Netzwerk                                 | Müllheim-Baden in der Nähe von Freiburg           | auditorium-netzwerk.de                    | Psychologische, philosophische und spirituelle Vermittlung von Wissen. Meist Originalaufnahmen im Originalton. Wird z. B. für Fort- und Weiterbildung genutzt.                               |
| Augenscheinverlag                                   | Berlin                                            | augenscheinverlag.de                      | erotische Hörbücher |
| berliner hörspiele                                  | Berlin                                            | berliner-hoerspiele.de                    | Belletristik, Klassiker, Hörspiele, wissenschaftliche Hörspiele in der Edition Wissenschaft, Zeitzeugeninterviews                                                                            |
| Bertz + Fischer Verlag                              | Berlin                                            | bertz-fischer.de                          | englische Originalfassungen, Belletristik, englische Klassiker, Krimi, Hardboiled Detective, Shakespeare                                                                                     |
| blue panther books                                  | Hamburg                                           | blue-panther-books.com                    | Erotik |
| Brandecker Media Verlag                             | Düsseldorf                                        | brandecker.com                            | Musiksprachkurse, Sprachkurse, Vokabel- und Wortschatztrainer |
| Breuer & Wardin                                     | Bergisch Gladbach                                 | verlagskontor.com                         | Sachhörbuch, Sprachkurs (Birkenbihl-Methode), Ratgeber |
| Buchfunk Hörbuchverlag                              | Leipzig                                           | buchfunk.de                               | zeitgenössische Literatur, Klassiker, Philosophie und Religion |
| cc-live                                             | München                                           | cclive.net                                | Krimis (fiktiv und real), Biografien, Science Fiction |
| Christoph Merian Verlag                             | Basel                                             | merianverlag.ch                           | Literatur, Krimi, Unterhaltung, Schweizer Mundart |
| con anima                                           | Düsseldorf                                        | conanima.de                               | Kabarett, Humor |
| Cotta’s Hörbühne †                                  | Stuttgart                                         |                                           | Hörspiele, literarische Rundfunksendungen |
| Der Audio Verlag (DAV)                              | Berlin                                            | der-audio-verlag.de                       | Belletristik, Krimis, Kinder- und Jugendhörbuch, Sachhörbuch |
| Der Diwan Hörbuchverlag                             | Winterbach                                        | der-diwan.de                              | zeitgenössische Literatur, Unterhaltung, Jugendhörbuch |
| Der Hörverlag (DHV)                                 | München                                           | hoerverlag.de                             | zeitgenössische Belletristik, Klassiker, Lyrik, SF & Fantasy, Kinder- und Jugendhörbuch, Krimi                                                                                               |
| Deutsche Bibelgesellschaft                          | Stuttgart                                         | dbg.de                                    | Lutherbibel, Gute Nachricht Bibel |
| Deutsche Grammophon Literatur → Deutsche Grammophon | Hamburg                                           | dg-literatur.de                           | Literatur, Klassiker, Kinder- und Jugendhörbuch, Sachhörbuch |
| Diderot Verlag                                      | Rottenburg am Neckar                              | diderot-verlag.de                         | Literatur (Victor Hugo Die Elenden) |
| digital publishing                                  | München                                           | digitalpublishing.de                      | Sprachkurse |
| Diogenes Verlag                                     | Zürich                                            | diogenes.ch                               | Belletristik, Kinderbuch, Geschichte |
| dp audiobooks                                       | Stuttgart                                         | digitalpublishers.de                      | Belletristik, Unterhaltung, Liebe, Krimis, Humor, Spannung |
| Edition Apollon †                                   | Königs Wusterhausen                               |                                           | Belletristik, Klassiker, Biografien, Kunst, Lebenshilfe |
| Eichborn Lido → Eichborn Verlag                     | Frankfurt                                         | luebbe.de/eichborn                        | Unterhaltung, Humor, Belletristik |
| Erfolgshören.de                                     | Eberswalde                                        | erfolgshoeren.de                          | Wissen, Business, Weiterbildung für Selbständige |
| Europa                                              | Hamburg                                           | hoerspiel.de                              | Märchen und Hörspiele für Kinder und Jugendliche (Die drei ???, Fünf Freunde, Hanni und Nanni)                                                                                               |
| Fliegenglas Verlag                                  | Zürich                                            | fliegenglas.com                           | Philosophie, Naturwissenschaften, Literatur |
| Gabal Verlag                                        | Offenbach                                         | gabal-verlag.de                           | Wirtschaft, Weiterbildung, Beruf & Karriere |
| Geophon                                             | Berlin                                            | geophon.de                                | Reisehörbuch |
| Gould Finch Audio                                   | Berlin                                            | gouldfinchaudio.com                       | Krimi & Thriller, Sachbuch, Politik, Romance, Music Docs |
| Griot Hörbuch Verlag                                | Stuttgart                                         | griot-verlag.de                           | Sachhörbücher mit Schwerpunkt Geschichte, Biografien, Weltliteratur, Phantastik, Lyrik und Musik, Kinder- und Jugendhörbuch zu Komponisten mit Musik                                         |
| Headroom Sound Production                           | Köln                                              | headroom.info                             | Kinder- und Jugendhörbuch, Reise und Kultur, Anthologien, Philosophie |
| Herder Audio                                        | Stuttgart                                         | herder-audio.de                           | christliche Spiritualität, Lebenshilfe, Gesellschaft, Lyrik, Belletristik, Kinderhörbuch |
| Heyne Hörbuch Verlag → Random House Audio           | München                                           | heyne.de                                  | Belletristik, Krimi & Thriller |
| Hierax Medien                                       | Oldenburg                                         | hierax.de                                 | Belletristik, Sachbuch, Klassiker |
| Hippos Lehr-Hörbuch Verlag                          | Glauchau                                          | lehr-hoerbuch.eu                          | Lehr-Hörbuch, Sach-Hörbuch, Multimedia Training File, Wirtschaft, Aus- und Weiterbildung, Sachinformationen                                                                                  |
| HOERMATO Hörbuchverlag                              | Lübeck                                            | hoermato-verlag.de                        | Plattdeutsche Hörbücher, Hörspiele sowie Musik |
| Hoffmann und Campe                                  | Hamburg                                           | hoffmann-und-campe.de                     | Literatur, Sachhörbuch |
| Hörbuch Hamburg                                     | Hamburg                                           | hoerbuch-hamburg.de                       | Literatur, Krimi, Unterhaltung, Fantasy, Satire |
| Hörbuch!com                                         | Halle (Saale)                                     | hörbuch.com                               | Sprachkurse |
| Hörcompany                                          | Hamburg                                           | hoercompany.de                            | Kinder- und Jugendhörbuch, Lesungen, inszenierte Lesungen mit Musik, Hörspiele |
| Hörbuchsprecher Titan                               | Bochum                                            | Freizeitcafe.info                         | Belletristik, Ratgeber, Fachbücher |
| hoerbuchedition words & music                       | Berlin                                            | words-and-music.de                        | Hörspiele, Hörbücher |
| Igel Records                                        | Dortmund                                          | igel-records.de                           | Kinder- und Jugendhörbuch |
| Verlag Michael John                                 | München                                           | https://rbmediaglobal.com/rbmedia-verlag/ | Politik, investigativer Journalismus, Reise, Wirtschafts-Ratgeber, Stadtsagen |
| Jumbo Neue Medien & Verlag                          | Hamburg                                           | jumboverlag.de                            | Belletristik, Kinder- und Jugendhörbuch, Fantasy, Krimi |
| Karussell                                           | Berlin                                            | karussell.de                              | Kinderhörspiele und -lieder (Gabriel Burns und Biene Maja). |
| Kein & Aber                                         | Zürich                                            | keinundaber.ch                            | zeitgenössische Literatur, komische Kunst, Pu der Bär (gelesen von Harry Rowohlt) |
| Lausch – Phantastische Hörspiele                    | Hamburg                                           | merlausch.de                              | Hörspiele, Auftragsproduktionen, Veranstalter der Messe DIE HÖRSPIEL |
| LifeTime Audio                                      | Grevenbroich                                      | lifetimeaudio.de                          | Belletristik, Krimi, Unterhaltung, Fantasy, |
| Linnemann Audio                                     | Münster                                           | linnemann-audio.de                        | Hörbücher |
| Litera †                                            | Berlin (DDR)                                      | ddr-hoerspiele.net                        | Literatur, Jugend- und Kinderliteratur, Märchen als Hörspiel, Dramatik, Kabarett, Dokumentationen                                                                                            |
| Literarisches Archiv                                | Hamburg                                           |                                           | Literatur, Lesungen |
| LOhrBär-Verlag                                      | Regensburg                                        | lohrbaerverlag.de                         | Belletristik, Lesungen, Hörspiele |
| Lübbe Audio                                         | Bergisch Gladbach                                 | luebbeaudio.de                            | Belletristik, Sachbuch, Kinder- und Jugendhörbuch („Wellenreiter“) |
| Lüchow Audio                                        | Stuttgart                                         | luechow-verlag.de                         | ganzheitliches Heilen, Spiritualität und Lebenshilfe, Esoterik |
| Maritim Verlag                                      | Grünwald                                          | maritim-hoerspiele.de                     | Hörspiele, Belletristik, Thriller, Krimi, Fantasy, Science Fiction, Horror, Mystery, Kinder, Jugend, Abenteuer                                                                               |
| Mono Verlag                                         | Wien                                              | monoverlag.at                             | Klassiker, Erzählungen, Junge Wiener Autoren |
| Oetinger Media                                      | Hamburg                                           | oetinger-audio.de                         | Kinder- & Jugendhörbuch, Musik für Kinder |
| onomato verlag                                      | Düsseldorf                                        | onomato.de                                | Märchen, Philosophie, Literatur, Klassiker Geschenkhörbuch |
| O-Ton-Produktion                                    | Berlin                                            | o-ton-produktion.de                       | Anthologien, Kurzgeschichten, Literatur, Klassiker, Geschenkhörbuch |
| Patmos Verlag †                                     | Düsseldorf                                        |                                           | Klassiker, Literatur, Lyrik, SF & Fantasy, Krimi, Kinder- und Jugendhörbuch |
| Periplaneta                                         | Berlin                                            | periplaneta.com                           | Literatur, Lyrik, Autobiografie |
| Phonogram †                                         | Hamburg                                           |                                           | Hörspiele |
| Radioropa Hörbuch                                   | Daun                                              | hoerbuchnetz.de                           | Belletristik, Krimi & Thriller, Sachhörbuch, Ratgeber, Kinder- und Jugendhörbuch |
| Random House Audio                                  | München                                           | randomhouse.de                            | Krimi, Thriller, Fantasy, Belletristik, Literatur, Sachbuch, Kabarett, Comedy, Lyrik, Kinder- und Jugendhörbuch (Audionauten), Lesung, Inszenierung, Hörspiel                                |
| Ronin-Hörverlag                                     | Nürnberg                                          | ronin-hoerverlag.de                       | Thriller, Hardboiled, Science-Fiction, Fantasy, Belletristik, Sachbuch, Lesung |
| Rubikon Audioverlag                                 | Hamburg                                           | rubikon-audioverlag.de                    | Kinder- und Jugendhörbuch, Belletristik, Thriller, Science-Fiction, Sachbuch |
| Sans Soleil †                                       | Bonn                                              |                                           | Klang und Wort, Literatur und Musik |
| Schall & Wahn                                       | Bergisch Gladbach                                 | schall-und-wahn.de                        | Kinder- und Jugendhörbuch, Belletristik, Thriller, Science-Fiction |
| Seaside Studios                                     | Long Beach / Namibia & Heidekreis / Niedersachsen | seasidestudios-hoerbuchverlag.de          | Liebesromane, Krimi, Thriller, Fantasy, Cozy-Crime, Sachbücher, Ratgeber, Jugendbücher |
| silberfisch → Hörbuch Hamburg                       | Hamburg                                           | silberfisch-hoerbuch.de                   | Kinder- und Jugendliteratur |
| Silberfuchs-Verlag                                  | Hamburg                                           | silberfuchs-verlag.de                     | Sachhörbücher mit viel Musik, Länder- und Kulturkunde, Alltagskulturgeschichten, Komponisten                                                                                                 |
| Steinbach sprechende Bücher                         | Schwäbisch Hall                                   | sprechendebuecher.de                      | Belletristik, SF & Fantasy, Spiritualität, Klassiker, Afrika, Kinderhörbücher, Krimi |
| supposé                                             | Wyk auf Föhr                                      | suppose.de                                | Erzählungen ohne Buchvorlage, Wissenschaft, Literatur, Philosophie und Kunst |
| Stimmen der Dichter † → Verlag Herder               | Freiburg im Breisgau                              |                                           | Lesungen zeitgenössischer Dichter und Schriftsteller aus eigenen Werken |
| tacheles!                                           | Bochum                                            | roofmusic.de                              | Belletristik, Sachbuch, Kabarett |
| Theseus Audio                                       | Stuttgart                                         | theseus-verlag.de                         | fernöstliche Spiritualität (Dalai Lama), Yoga, Meditation |
| Thono Audio Verlag                                  | Soderstorf                                        | thono-audio-verlag.de                     | Belletristik, Krimi, Thriller, Humor, SciFi, Fantasy, Kinder und Jugendliteratur, Sachbuch, Musik                                                                                            |
| Titania Medien                                      | Leverkusen                                        | titania-medien.de                         | Hörspiele nach Vorlagen aus älterer Literatur (Grusel, Krimi), Reihe Anne auf Green Gables nach dem Buch von Lucy Maud Montgomery                                                            |
| Tonstudio Braun †                                   | Wiesbaden                                         |                                           | Hörspiele, Serien (Geisterjäger John Sinclair, Jerry Cotton) |
| Uccello                                             | Seefeld (Oberbayern)                              | uccello.de                                | Kinder- und Jugendhörbuch |
| USM Audio                                           | München                                           | usm.de                                    | Kinder- und Jugendhörspiele, Belletristik, Krimi, Biografie, Ratgeber |
| vitaphon                                            | Hamburg                                           | vitaphon.de                               | Krimis und Trauerhörbücher (Audio-Kochbücher in Vorbereitung) |
| Westfire Entertainment                              | München                                           | westfire-entertainment.de                 | Kunst und Künstler zum Hören, Belletristik |
| Wolfy-Office                                        | Ludwigsburg                                       | wolfy-office.de                           | Hörspiele, Einzelhörspiele, Hörspielfilme, Musik |
| Wort und Stimme † → Telefunken                      | Berlin                                            |                                           | Klassiker, Literatur |
| WortArt                                             | Köln                                              | wortart.de                                | Kabarett, Comedy |
| Zeitbrücke Verlag                                   | Aue                                               | zeitbruecke.com                           | Geschichte, historische Romane, Jugendhörbücher, Short Storys |
| zielophon                                           | Magdeburg                                         | zielophon.de                              | Literatur |